# Orremosstjärnet
Orremosstjärnet är en sjö i Eda kommun i Värmland och ingår i Göta älvs huvudavrinningsområde.